# Sit!Stay!Wait!Down! / Love Story
Singles de Namie Amuro
NAKED / Fight Together / Tempest
(2011) Go Round / Yeah-Oh!
(2012)
Sit!Stay!Wait!Down! / Love Story est le 36e single régulier de Namie Amuro sorti sur le label Avex Trax, ou le 38e en comptant les deux sortis sur le label Toshiba-EMI. Il arrive 3e à l'Oricon. Il se vend à 77 758 exemplaires la première semaine et reste classé 20 semaines pour un total de 161 659 exemplaires vendus durant cette période.
Il sort le 7 décembre 2011 au Japon, quatre mois après le précédent, NAKED / Fight Together / Tempest. Il sort également au format CD+DVD avec un DVD supplémentaire contenant le clip vidéo d'un des titres.
Les deux chansons du single ont été utilisées comme thèmes musicaux : Sit!Stay!Wait!Down! comme thème d'ouverture du drama Watashi ga Renai Dekinai Riyuu et Love Story comme thème de fermeture de ce même drama. Les deux pistes se trouvent sur l'album Uncontrolled.

## Liste des titres
| 1. | Sit!Stay!Wait!Down!                                      | 3:16 |
| 2. | Love Story                                               | 4:44 |
| 3. | Higher                                                   | 4:29 |
| 4. | arigatou <thank the world for LOVE...gift song for 2011> | 4:13 |
| 5. | Sit!Stay!Wait!Down! (Instrumental)                       | 3:15 |
| 6. | Love Story (Instrumental)                                | 4:44 |
| 7. | Higher (Instrumental)                                    | 4:27 |

| 1. | Love Story |  |